# José Roselló
José Roselló (* 20. Jahrhundert) ist ein ehemaliger uruguayischer Straßenradrennfahrer.
Roselló entschied 1981 für die Mannschaft des Club Ciclista Fénix fahrend die Gesamtwertung des Straßen-Etappenradrennens Rutas de América in dessen zehnter Auflage zu seinen Gunsten.